# Миклош Рожа
Миклош Рожа (мађ. Miklós Rózsa; 18. април 1907 — 27. јул 1995) био је мађарско-амерички композитор који се школовао у Њемачкој (1925–1931), а био је активан у Француској (1931–1935), Уједињеном Краљевству (1935–1940) и Сједињеним Америчким Државама (1940–1995), а од 1953. године често је дуже вријеме проводио у Италији. Најпознатији је по својих готово сто филмских остварења, али је ипак одржавао чврсту приврженост апсолутној концертној музици током онога што је називао својим „двоструким животом”.
Рожа је постигао рани успјех у Европи својим оркестралом Theme, Variations, and Finale из 1933. године, а у филмској се индустрији истакао у филмовима као што су Четири пера (1939) и Багдадски лопов (1940). Посљедњи пројекат довео га је у Америку када је због рата продукција пребачена из Велике Британије, а Рожа је остао у САД постајући амерички држављанин 1946. године.
Његова запажена холивудска каријера донијела му је значајну славу, добивши 17 номинација за Оскара, укључујући три успјеха за филмове Зачаран (1945), Двоструки живот (1947) и Бен-Хур (1959), док су његове концертне радове подржали велики умјетници попут Јаше Хејфеца, Григорија Пјатигорског и Јаноша Штаркера.

## Детињство и младост
Миклош Рожа је рођен у Будимпешти. Са класичном и народном музиком га је упознала његова мајка Регина Берковиц, пијанискиња која је студирала са ученицима Франца Листа, и његов отац Ђула, добростојећи индустријалац и земљопоседник који је волео мађарску народну музику.
Рожин ујак Лајош Берковиц, виолиниста из Будимпештанске опере, представио је младом Миклосу његов први инструмент кад је имао пет година. Касније је исто тако студирао виолу и клавир. До осме године је наступао у јавности и компоновао. Такође је сакупљао народне песме из области у којој је његова породица имала сеоско имање северно од Будимпеште, у којој живе мађарски Палоци.
Рожа је желео да студира музику у Немачкој. На Универзитет у Лајпцигу се уписао 1925. године, да студира хемију по налогу свог оца. Одлучивши да постане композитор, следеће године пребацио се у Конзерваторијум у Лајпцигу. Тамо је студирао композицију код Хермана Грабнера, бившег ученика Макса Регера. Такође је студирао хорску музику са (и касније асистирано) са Карлом Страубом при Томаскирчу, где је Јохан Себастијан Бах некада био оргуљаш. Рожа је стекао током тих година дубоко поштовање немачке музичке традиције, која ће увек ограничавати мађарски национализам његовог музичког стила.
Рожина прва два објављена дела, Гудачки трио, оп. 1 и Клавирски квинтет, оп. 2, издата су у Лајпцигу у стране Брејткопф & Хертела. Године 1929. он је стекао диплому cum laude. Током година у Лајпцигу, он је произвео концерт за виолину и дугу Симфонију, оп. 6. Ти радови нису објављени, а Рожа је био обесхрабрен на путу у Берлин када Вилхелм Фуртвенглер није нашао времена да размотри симфонију. Рожа је потиснуо оба дела, али је касније дозволио да се сними та симфонија (без њеног изгубљеног шерза) 1993. године.

## Музичка дела

### Оркестарска музика
- Theme, Variations and Finale, Op. 13 (1933, revised in 1966 as Op. 13a)
- Three Hungarian Sketches, Op. 14 (1938, revised in 1958 as Op. 14a)
- Concerto for String Orchestra, Op. 17 (1943)
- Hungarian Serenade, Op. 25 (1945)
- Kaleidoscope - six short pieces for small orchestra, Op. 19a (1957)
- The Vintner's Daughter - twelve variations on a French folk song, Op. 23a (1953)
- Overture to a Symphony Concert, Op. 26 (recorded 1955, revised in 1963 as Op. 26a)
- Notturno Ungherese, Op. 28 (1964)
- Tripartita for Orchestra, Op. 33 (1972)
- Festive Flourish (1975)
- Symphony in Three Movements, Op. 6a (1933-1993; unpublished)

### Камерна музика
- String Trio, Op. 1 (1927)
- Quintet for piano and string quartet, Op. 2 (1928)
- Duo for violin and piano, Op. 7 (1931)
- Duo for cello and piano, Op. 8 (1931)
- Sonata for two violins, Op. 15 (1933, revised in 1973 as Op. 15a)
- String Quartet No. 1, Op. 22 (1950)
- String Quartet No. 2, Op. 38 (1981)

#### Камерне верзије концертних дела
- Rhapsody for cello and piano, Op. 3
- Variations on a Hungarian Folk Song for violin and piano, Op. 4
- North Hungarian Peasant Songs and Dances for violin and piano, Op. 5
- Violin Concerto for violin and piano, Op. 24
- Piano Concerto for two pianos, Op. 31
- Cello Concerto for cello and piano, Op. 32
- Viola Concerto for viola and piano, Op. 37

### Камерне верзије филмских партитура
- El Cid Selection for string quartet
- Spellbound Concerto for theremin, piano, oboe and string quartet

### Дела за соло инструменте
- Sonatina for clarinet solo, Op. 27 (1951)
- Toccata Capricciosa for cello, Op. 36 (1977)
- Sonata for flute solo, Op. 39 (1983)
- Sonata for violin solo, Op. 40 (1986)
- Sonata for clarinet solo, Op. 41 (1986)
- Sonata for guitar, Op. 42 (1986)
- Sonata for oboe solo, Op. 43 (1987)
- Introduction and Allegro for viola solo, Op. 44 (1988)
- Sonatina for Ondes Martenot, Op. 45 (1989)

### Клавирска музика
- Variations pour piano, Op. 9 (1932)
- Bagatelles (Little Pieces for Play & Dance), Op. 12 (1933)
- Kaleidoscope, Op. 19 (1946)
- Piano Sonata, Op. 20 (1948)
- The Vintner's Daughter - twelve variations on a French folk song, Op. 23 (1952)

### Вокална музика
- Five Songs for voice and piano
  - Invocation, Op. 16a (1940) for contralto
  - Beasts of Burden, Op. 16b (1940) for contralto
  - My Little Town (1972) for soprano or tenor
  - The Land Where My Heart Lies (1972) for soprano or tenor
  - High Flight (1942-1974) for tenor
- Two choruses for female voices a cappella, Op. 18 (1946)
  - Lullaby
  - Madrigal of Spring
- To Everything There Is a Season - motet for 8-part mixed chorus with optional organ or piano, Op. 21 (1946)
- The Vanities of Life - motet for 8-part mixed chorus with optional organ or piano, Op. 30 (1967)
- The Lord Is My Shepherd for 4-part mixed chorus a cappella based on the Psalm 23, Op. 34 (1972)
- Three Chinese Poems for mixed chorus a cappella, Op. 35 (1975)
  - Sailing Homeward
  - Swallow, Swallow
  - The Cuckoo

### Филмске партитуре
- Knight Without Armour (1937)
- The Squeaker (Murder on Diamond Row) (1937)
- Thunder in the City (1937)
- The Green Cockatoo (1937)
- The Divorce of Lady X (1938); music also by Lionel Salter
- The Four Feathers (1939)
- On the Night of the Fire (The Fugitive) (1939)
- The Spy in Black (1939)
- Ten Days in Paris (1940)
- The Thief of Bagdad (1940)
- New Wine (The Great Awakening) (1941)
- Lydia (1941)
- Sundown (1941)
- That Hamilton Woman (1941)
- Jacaré (As musical director) (1942)
- Jungle Book (1942)
- To Be or Not to Be (1942); music also by Werner R. Heymann
- Five Graves to Cairo (1943)
- Sahara (1943)
- So Proudly We Hail! (1943); music also by Edward Heyman
- The Woman of the Town (1943)
- Dark Waters (1944)
- Double Indemnity (1944)
- The Hour Before the Dawn (1944)
- Blood on the Sun (1945)
- Lady on a Train (1945)
- The Lost Weekend (1945)
- The Man in Half Moon Street (1945)
- A Song to Remember (1945)
- Spellbound (1945)
- Because of Him (1946)
- The Killers (1946)
- The Strange Love of Martha Ivers (1946)
- Brute Force (1947)
- Desert Fury (1947)
- A Double Life (1947)
- The Macomber Affair (1947)
- The Other Love (1947)
- The Red House (1947)
- Song of Scheherazade (1947)
- Time Out of Mind (1947)
- Kiss the Blood Off My Hands (1948)
- The Naked City (1948); music also by Frank Skinner
- Secret Beyond the Door (1948)
- A Woman's Vengeance (1948)
- Adam's Rib (1949); music also by Cole Porter
- The Bribe (1949)
- Command Decision (1949)
- Criss Cross (1949)
- East Side, West Side (1949)
- Madame Bovary (1949)
- The Red Danube (1949)
- The Asphalt Jungle (1950)
- Crisis (1950)
- The Miniver Story (1950); music also by Herbert Stothart
- Quo Vadis (1951)
- Ivanhoe (1952)
- The Light Touch (1952)
- Plymouth Adventure (1952)
- All the Brothers Were Valiant (1953)
- Julius Caesar (1953)
- Knights of the Round Table (1953)
- The Story of Three Loves (1953)
- Young Bess (1953)
- Beau Brummell (1954); Main and end titles, score composed by Richard Addinsell
- Green Fire (1954)
- Men of the Fighting Lady (1954)
- Seagulls Over Sorrento (1954)
- Valley of the Kings (1954)
- The King's Thief (1955)
- Moonfleet (1955); music also by Vicente Gómez
- Bhowani Junction (1956)
- Diane (1956)
- Lust for Life (1956)
- Tribute to a Bad Man (1956)
- Something of Value (1957)
- Tip on a Dead Jockey (1957)
- The Seventh Sin (1957)
- A Time to Love and a Time to Die (1958)
- Ben-Hur (1959)
- The World, the Flesh and the Devil (1959)
- King of Kings (1961)
- El Cid (1961)
- Sodom and Gomorrah (1963)
- The V.I.P.s (1963)
- The Power (1968)
- The Green Berets (1968)
- The Private Life of Sherlock Holmes (1970)
- The Golden Voyage of Sinbad (1974)
- The Private Files of J. Edgar Hoover (1977)
- Providence (1977)
- Fedora (1978)
- Last Embrace (1979)
- Time After Time (1979)
- Eye of the Needle (1981)
- Dead Men Don't Wear Plaid (1982)